# روبیلیس پینادو
روبیلیس پینادو (اسپانیایی: Robeilys Peinado‎؛ زادهٔ ۲۶ نوامبر ۱۹۹۷) ورزشکار پرش با نیزه زن اهل ونزوئلا است.
وی در مسابقات کشوری و بین‌المللی در مجموع برندهٔ ۳ مدال طلا، ۳ مدال نقره، ۱ مدال برنز شده‌است.